# Vera Rózsa
Vera Rózsa [ˈvɛrɒ ˈroːʒɒ] (auch Vera Rozsa-Nordell, geboren 16. Mai 1917 in Budapest, Österreich-Ungarn; gestorben 15. Oktober 2010) war eine ungarisch-britische Sängerin in der Stimmlage Mezzosopran und Gesangspädagogin.

## Leben
Vera Rózsa studierte Musik an der Franz-Liszt-Musikakademie in Budapest zunächst mit dem Berufsziel Dirigentin. Sie besuchte auch einen Kompositionskurs bei Zoltán Kodály, der ihr jedoch zum Gesang riet. Sie debütierte 1943 an der OMIKE-Kammeroper in Budapest als Cherubino in Figaros Hochzeit und trat dort in weiteren Produktionen auf, da ihr auf Grund der ungarischen antisemitischen Gesetze ein öffentlicher Auftritt verboten war. Rózsa heiratete 1942 den Musiker László Weiner, der als Jude 1943 in den Zwangsarbeitsdienst eingezogen wurde und 1944 an den Haftbedingungen starb. Sie selbst konnte sich vor den Deportationen in das KZ Auschwitz und den Verfolgungen durch das Eichmann-Kommando und seine ungarischen Helfer retten, erlitt aber bleibende gesundheitliche Beeinträchtigungen. In Budapest arbeitete sie für Raoul Wallenberg, der schwedische Schutzpässe an einige der bedrohten Budapester Juden ausgab.
Nach Kriegsende sang sie in der Spielzeit 1945/46 an der Nationaloper Budapest und erhielt als erste Rolle die Partie des Hänsel in der Oper Hänsel und Gretel. Rózsa war ab 1946 an der Staatsoper Wien engagiert, wo sie als Rosina im Barbier von Sevilla debütierte und dann die mittleren und kleineren Partien erhielt, so als Giovanna im Rigoletto, als Annina in La Traviata und als Fedor in Boris Godunow. Das Festengagement gab sie 1949 auf und begann eine Karriere als Gastsängerin und
vor allem als Konzertsängerin. Sie heiratete den Briten Ralph Nordell, sie haben einen Sohn. 1953 ließ sie sich in London nieder.
Ihre internationale Konzertkarriere beendete sie 1975 und widmete sich fortan der gesangspädagogischen Tätigkeit, vor allem auch in der Einzelbetreuung. 1965 bis 1970 war sie am Royal Northern College of Music in Manchester, danach im Opera Studio Paris tätig. Seit 1980 war sie Consultant Professor an der Guildhall School of Music in London. Sie gab Meisterkurse vielerorts in Europa, in den USA und in Australien und Neuseeland.
Zu ihren Schülern zählten Nancy Argenta, Karita Mattila, Alan Opie, Anne-Sofie von Otter, Clarry Bartha, Anthony Rolfe Johnson, und Kiri Te Kanawa.
1989 wurde sie zum Offizier des Order of the British Empire ernannt.